# Danièle Hazan
Pour les articles homonymes, voir Hazan.
Danièle Hazan, de son vrai nom Danièle Fontaine, née le 4 décembre 1948 à Paris 10e, (Seine), et morte le 12 février 2024 à Boulogne-Billancourt, (Hauts-de-Seine) , est une actrice et directrice artistique de doublage française.

## Biographie
Interprète à l'écran de quelques rôles secondaires, Danièle Hazan pratique essentiellement le doublage.
Elle a notamment prêté sa voix à de nombreux films et séries d'animation comme Denver, le dernier dinosaure, Astérix et le Coup du menhir, Doug, Titeuf, la série et le film ou encore la série de films Le Petit Dinosaure et la série dérivée. Elle a aussi interprété les génériques de L'Ours Gabby et Les Petits Malins.
Directrice artistique pour certaines productions, elle est également intervenante en tant que formatrice à l'Institut des métiers du doublage (IMDA).

## Filmographie

### Cinéma
- 1981 : Le bahut va craquer de Michel Nerval
- 1982 : Qu'est-ce qui fait craquer les filles... de Michel Vocoret
- 1983 : Le Retour des bidasses en folie de Michel Vocoret : sœur Viviane

### Télévision
- 1979 : Médecins de nuit de Pierre Lary (série télévisée), épisode Henri Gillot, retraité : Une infirmière
- 1980 : Les Héritiers (série télévisée), épisode On ne meurt que deux fois : une infirmière
- 1980 : L'Aéropostale, courrier du ciel (série télévisée) : une femme
- 1980 : La Faute (téléfilm)
- 1981 : Antoine et Julie (téléfilm)

## Doublage
Note : Les dates inscrites en italique correspondent aux sorties initiales des œuvres dont Danièle Hazan a assuré le redoublage ou le doublage tardif.

### Cinéma

#### Films
- Fiona Shaw dans : 
  - Harry Potter à l'école des sorciers (2001) : Pétunia Dursley
  - Harry Potter et la Chambre des secrets (2002) : Pétunia Dursley
  - Harry Potter et le Prisonnier d'Azkaban (2004) : Pétunia Dursley
  - Harry Potter et l'Ordre du Phénix (2007) : Pétunia Dursley
- Dorothy Steel (en) dans :
  - Black Panther (2018) : l'ancienne de la tribu marchande
  - Black Panther: Wakanda Forever (2022) : l'ancienne de la tribu marchande
- 1985 : Les Oies sauvages 2 : la prostituée (Ingrid Pitt)
- 1989 : Star Trek 5 : L'Ultime Frontière : Caithlin Dar (Cynthia Gouw)
- 1993 : Philadelphia : Melissa Benedict (Kathryn Witt)
- 1994 : Muriel : Deidre Chambers (Gennie Nevinson)
- 1994 : Freddy sort de la nuit : Sara Risher (Sara Risher)
- 1995 : La Tribu Brady : Mme Whitfield (Beverly Archer)
- 1996 : Bio-Dome : Olivia Biggs (Denise Dowse (en))[4]
- 1998 : L'Heure magique : Gloria Lamar (Margo Martindale)
- 1999 : The White River Kid : Eva Nell La Fangroy (Ellen Barkin)[5]
- 1999 : Elmo au pays des grincheux : Maria (Sonia Manzano)
- 2000 : Au nom d'Anna : Ali Decker (Lisa Edelstein)
- 2003 : La blonde contre-attaque : la réceptionniste de la SPA (Jackie Hoffman)
- 2003 : Le Divorce : Margeeve Walker (Stockard Channing)
- 2004 : Shall We Dance? : Miss Mitzi (Anita Gillette)
- 2004 : Cutie Honey : la Sœur Jill (Eisuke Sakai)
- 2005 : Ma sorcière bien-aimée : Tante Clara (Carole Shelley)
- 2006 : La Jeune Fille de l'eau : Mlle Bubchik (Tovah Feldshuh)
- 2009 : Dossier K. : la mère de Naomi (Katelijne Verbeke)
- 2010 : Les Trois Prochains Jours : Grace Brennan (Helen Carey)
- 2010 : True Grit : la propriétaire de la pension (Candyce Hinkle)
- 2022 : Me Time : Enfin seul ? : Cathy (Cathy Chang)

#### Films d'animation
- 1947[6] : Le Petit Cheval bossu : la sirène
- 1948[7] : Le Petit Col Gris : le petit col gris (court-métrage)
- 1954[8] : La Princesse grenouille : la femme du frère aîné, la louve, l'oiseau, l'oisillon et le brochet (court-métrage)
- 1969[9] : Le Chat botté : une souris
- 1970[10] : Sans famille : Mme Barberin
- 1975[11] : Le Petit Cheval bossu : la Sirène
- 1982  : Un zoo sans éléphant : Miyoko[12]
- 1986 : Nicholas Nickleby : Madeline Bray
- 1988[13] : Mon voisin Totoro : l'institutrice
- 1989 : Astérix et le Coup du menhir : Iélosubmarine
- 1989 : Willy le moineau : Verbena
- 1992 : Freddie, agent secret : la mère de Freddie / le Corbeau femelle[14]
- 1993 : L'Étrange Noël de monsieur Jack : la Grande Sorcière
- 1994 : Richard au pays des livres magiques : Fantaisie
- 1995 : Lupin III : Adieu, Nostradamus ! : Maria
- 1995 : Le Cygne et la Princesse : la reine Uberta / la vieille sorcière
- 1996 : Le Petit Dinosaure : Voyage au pays des brumes : la Vénérable Long Cou
- 1996 : Lupin III : Mort ou vif : la femme sumo
- 1997 : Le Petit Dinosaure : L'Île mystérieuse : la mère de Pétrie / la mère de Becky / Elsie
- 1997 : Le Cygne et la Princesse 2 : la reine Uberta
- 1998 : Fourmiz : Muffy
- 1999 : Le Cygne et la Princesse 3 : la reine Uberta
- 1999  : Mickey, il était une fois Noël : Tante Gertie / Mme Anderson
- 2000 : Dingo et Max 2 : la conseillère d'orientation professionnelle
- 2000 : Le Petit Dinosaure : La Pierre de feu : la maman de Becky / Rinkus / Visage Arc-en-ciel #2
- 2001 : Le Petit Dinosaure : La Pluie d'étoiles glacées : la maman de Pétrie / la maman de Tippy
- 2002 : Le Petit Dinosaure : Mo, l'ami du grand large : la maman de Pétrie / la maman de Becky / Madame
- 2002 : L'Enfant qui voulait être un ours : un morse femelle, la mer, ambiances
- 2002 : Denis la Malice : La Croisière en Folie : Mme Martin
- 2003 : Bionicle : Le Masque de Lumière : la Turaga Nokama
- 2003 : Le Trésor des Flibustiers : voix additionnelles
- 2003 : McDull dans les nuages : Mme McBing / la mère de McDull[15]
- 2004 : Mickey, Donald, Dingo : Les Trois Mousquetaires : Clarabelle Cow
- 2004 : Direction futur ! : voix additionnelles
- 2004 : Pororo au royaume des friandises : Crong
- 2005 : Tom et Jerry : La Course de l'année : Grammy
- 2006 : Cool Attitude, le film : Mamita Proud
- 2007 : Le Petit Dinosaure : Vive les amis : Tina / Grand-Mère
- 2009 : Ponyo sur la falaise : Mme Toki
- 2009 : Coraline : Mme Lovat, la grand-mère de Wybie
- 2009 : Trois amis mènent l'enquête : La Marie[16]
- 2011 : Titeuf, le film : la maîtresse

### Télévision

#### Téléfilms
- 2009 : Le Visage du crime : Nona Allanson (Corinne Conley)

#### Séries télévisées
- Liza Minnelli dans : 
  - Arrested Development (2003-2005) : Lucille Austero (1re voix, saisons 1 à 3)
  - Drop Dead Diva (2009) : Lily Wells (saison 1, épisode 10)
- 1983 : X-Or : Marine (Kyōko Nashiro)
- 1987-1988 : Bonjour, miss Bliss : Carrie Bliss (Hayley Mills)
- 1990 : Les Contes de la crypte : une femme dans la salle d'attente (Renata Scott)[17] (saison 2, épisode 2)
- 1995-1996 : Loïs et Clark : Les Nouvelles Aventures de Superman : Ellen Lane (Beverly Garland) (1re voix, saison 3)
- 1997 : Star Trek : La Nouvelle Génération : Dr Katherine Pulaski (Diana Muldaur)
- 1999 : Profiler : Janet Malone (Patricia Healy) (saison 4, épisode 1)
- 2000 : FBI Family : Gabrielle Vega (Alex Meneses) (saison 1, épisode 6)
- 2000 : Gilmore Girls : Gloria (Melendy Britt) (saison 1, épisode 3)
- 2001-2007 : À la Maison-Blanche : Abigail Anne "Abbey" Barrington Bartlet (Stockard Channing) (58 épisodes)
- 2002 : New York, section criminelle : une avocate (Elisabeth Noone) (saison 1, épisode 22)
- 2003 : New York, unité spéciale : Annabelle Avery (Mary Elaine Monti) (saison 4, épisode 21)
- 2004 : Cracking Up : Dorsa (Lillian Hurst)
- 2006 : The Nine : 52 heures en enfer : Lydia Martel (Robin Pearson Rose) (saison 1, épisode 6)
- 2006 : Deadwood : Tante Lou Marchbanks (Cleo King) (9 épisodes)
- 2007 : K-Ville : Harriet Sherman (Edith Ivey) (saison 1, épisode 7)
- 2008 : Underbelly : Judy Moran (Caroline Gillmer)[18] (saison 1)
- 2008 : Urgences : Roxanne Gaines (Charlotte Rae) (4 épisodes)
- 2009 : The Good Wife : Lanie (Christine Willes) (pilote) / une gardienne (Juliet Adair Pritner)[17] (saison 1, épisode 6)
- 2009-2010 : Hung : Lottie (Marylouise Burke)
- 2010 : Bones : Marsha Vinton (Dale Dickey) (saison 5, épisode 11)
- 2011 : Caprica : Ruth (Karen Elizabeth Austin)
- 2011 : Parenthood : Renee Trussell (Tina Lifford) (1re voix, saisons 1 et 2)
- 2011 : Mon meilleur ennemi : Arlene Scott (Mindy Sterling)
- 2011 : Treme : Ramona McAlary (Ann Mckenzie)[19] (1re voix, saison 1)

#### Téléfilms d'animation
- 2002 : Inspecteur Gadget : Affaire inclassable : la présentatrice télé
- 2012 : One Piece, épisode du Merry : Un compagnon pas comme les autres : Kokoro

#### Séries d'animation
- 1941 : Superman[20] : Lois Lane (3e voix[21]
- 1975 : Contes japonais[22] : la narratrice[23]
- 1982 : Rémi sans famille : la femme (épisode 4) / une amie de Mme Marcano (épisode 23) / une passante / la mère de Sébastien (épisode 31)
- 1984 : Gigi : Lily (épisode 15) / Marjorie enfant (épisode 36) / Julie (épisode 37) / Daisy enfant (épisode 40) / Gwendoline (épisode 56)
- 1984 : Tchaou et Grodo : Maya (épisode 32)
- 1985 : Biniky le dragon rose : Boubi
- 1985 : Judo Boy : Nalita, Marie (épisode 12), Maria (épisode 13), Olga
- 1986 : Moi Renart : Renardeau (épisode 15), Nono (épisode 19)
- 1987 : Dans les Alpes avec Annette : Jean  / Francine, la mère d'Annette
- 1987 : G.I. Joe : Héros sans frontières : Lady Jaye (1ers épisodes)
- 1987 : Jeanne et Serge : Mme Tajima et Marie (1ers épisodes)
- 1987 : Les Amichaines : Woolma, la brebis
- 1987-1989 : Les Petits Malins : Bobby l'ours / Mme Ours / Peter / chanson du générique
- 1987-1990 : Rambo : KAT
- 1988 : Embrasse-moi Lucile : Manuella / Marika / Élisabeth[24]
- 1988 : Georgie : Victor
- 1988 : La Sagesse des gnomes : voix additionnelles
- 1988 : Laura ou la Passion du Théâtre : Sidonie Lécuyer
- 1988 : Le Tour du Monde de Lydie[25] : Sabrina
- 1988 : Les Aventures du petit koala[26] : Robin
- 1989 : Mazinger Z : Baron Ashula (version femme)
- 1989 : Gwendoline : la narratrice / la Mère  / Jill
- 1989 : Juliette, je t'aime : Clémentine (épisodes 53 à 56)
- 1989 : Les Enfants de la Liberté : la narratrice (livre-disque uniquement)
- 1989-1990 : Nolan, enfant des cavernes[27] : la mère de Nolan / Nita (épisode 15)
- 1989-1991 : Denver, le dernier dinosaure : la narratrice / Bertha / John (épisode 26) / tante Adèle (épisodes 37 et 43)
- 1989-1992 : Mes tendres années[28] : Mme Carton, la mère de Marjolaine
- 1990-1992 : Tic et Tac, les rangers du risque : Canina
- 1992-1994 : Myster Mask : Bisou Bourbifoot / Morgana / Dr Irma Thiergrise / Calamity Fresque / Tata Isamoche
- 1992 : Robin des Bois Junior : Hagalah
- 1993 : Denis la Malice[29] : Nina (doublage VHS, 2006)
- 1994-1996 : Bonkers : Dilandra Cornichon
- 1994-1996 : Hurricanes : voix additionnelles
- 1994-1996 : Doug : Mme Wingo
- 1994 : Spirou : la mère (épisode 51)
- 1995 : Dodo, le retour : la fourmi (2e voix)
- 1995 : Le Magicien d'Oz[30] : Miranda, la sorcière de l'ouest
- 1995 : Moldiver[31] : Nozomu Ozura
- 1995-1997 : Le Monde irrésistible de Richard Scarry : la maman de Groseille et Cassis
- 1996-1998 : Aladdin : Oopo
- 1996 : Quasimodo : Angélica
- 1996 : Docteur Globule : Sinistra / Bimbella / voix féminines
- 1996 : Sacrés Dragons : Reine Grilletout / Merle l'enchanteresse
- 1996 : Geno cyber : Myra
- 1996 : Il était une fois… : voix additionnelles
- 1997 : Blake et Mortimer : Catherine
- 1997 : Monsieur Bonhomme : plusieurs Madames et quelques Messieurs
- 1997 : Couacs en vrac : voix additionnelles
- 1997 : Superman, l'Ange de Metropolis : le général Richter (épisode 22)
- 1997 : Professeur Thompson[32] : Frida Von Krugen
- 1997 : Les Jumelles à St Clare : Miss Théobald, la directrice
- 1997 : Les Singes de l'espace : Shao Lin
- 1997 : Le Monde fou de Tex Avery : la baronne Amanda Banshee
- 1997 : Les Petites Sorcières : Mamie Doll
- 1998 : Le Livre de la jungle, souvenirs d'enfance : la petite souris  / le rongeur (épisode 7) / la prophétesse (épisode 14)
- 1998 : Vision d'Escaflowne : Sid / Valerie Fanel / la mère d'Hitomi
- 1999 : Pablo le petit renard rouge : Maribou  / voix additionnelles
- 1999-2000 : Les Mille et Une Prouesses de Pépin Troispommes : la Reine
- 1999-2001 : Mickey Mania : Clarabelle Cow
- 1999-2002 : Redwall : Toine, Célia et Marguerite
- 2000 : 64, rue du Zoo : divers animaux
- 2000 : Cowboy Bebop : la gérante de l'animalerie (épisode 2) / Maria Murdock (épisode 4) /  V.T. (épisode 7)
- 2000-2001 : Archie, Mystères et Compagnie : Betty
- 2000-2001 : Wheel Squad : Tom / Mme Squads
- 2000-2002 : Hôpital Hilltop : Félicité / Mme Cornedure
- 2000-2003 : Mona le vampire : Mme Baterville
- 2001 : Momie au pair : voix additionnelles
- 2001-2003 : The Big O : Melissa Frazer
- 2001-2003 : Tous en boîte : Clarabelle / Orchidée / Duchesse / Flora / la mère du temps
- 2001 : Les Aventures de Zepi et Zinia : Ardélia
- 2001-2005 : Titeuf (saisons 1 à 2) : la mère de Titeuf (1re voix) / Mlle Biglon / la maîtresse (1re voix) / Tata Monique (1re voix) / Mme Blondin
- 2001-2006 : Les Jumeaux Barjos : Dorothée Cramp
- 2001-2008 : Billy et Mandy, aventuriers de l'au-delà : Irwin / le médecin Major Castro / Sperg (voix de remplacement)
- 2002 : Allô la Terre, ici les Martin : Monette Martin / Mamie / Mme Schuman
- 2002 : Dai-Guard[33] : Shizuka Irie / Kamimura
- 2002 : Trigun : la serveuse du saloon (épisode 3) / la restauratrice (épisode 5)
- 2002-2003 : Les Petits Fantômes[34] : tante Gligli
- 2002-2006 : Cool Attitude : Mamita Proud
- 2003-2004 : Corneil et Bernie (saison 1) : Julie / Karen (1re voix), Mme Martin (1re voix) et voix additionnelles
- 2003 : Le Secret du sable bleu : Kate
- 2003 : Stargate Infinity : Draga
- 2003-2004 : Connie la vache : Bélinda le chamois et voix additionnelles
- 2004 : Noir : Marie / Marguerite / la vieille femme
- 2004 : Vil Con Carne : le médecin Major Castro
- 2004-2005 : Petit Vampire : Maman Tsipka
- 2005 : Ailes grises : l'intendante / voix diverses
- 2005 : Trollz : Obsidian
- 2005 : Wolf's Rain : voix additionnelles
- 2005-2006 : Fullmetal Alchemist : Dante / Karine
- 2005-2007[35] : One Piece : Kokoro / Kureha (2e voix)
- 2006 : Ghost in the Shell: Stand Alone Complex : la juge (épisode 36) / la propriétaire du magasin (épisode 37)
- 2006 : Monster : la voisine des Jobs (épisode 22)
- 2006 : Lilo et Stitch, la série : Mamita Proud (épisode 49)
- 2006 : Paranoia Agent : la vieille femme (épisode 9)
- 2006-2012 : La Maison de Mickey : Clarabelle Cow (1re voix, saisons 1 à 3)
- 2007-2008 : Le Petit Dinosaure : la grand-mère de Petit Pied, la mère de Pétrie, la mère de Becky et la Vénérable Long Cou
- 2007-2009 : Yin Yang Yo! : Edna
- 2008 : The Spectacular Spider-Man : Anna Watson
- 2009-2013 : Sally Bollywood : Mme Apu
- 2022 : Cool Attitude, encore plus cool : Mamita Proud

### Jeux vidéo
- 1997 : Les Chevaliers de Baphomet : Les Boucliers de Quetzalcoatl : Mina Ketch / la Présidenta / Jeune Japonaise 2 / Marchande 3
- 1997 : Leisure Suit Larry VII : Drague en haute mer : Chamara / Otapie Summer
- 1997 : La Panthère rose : Passeport pour le danger : la vache sacrée en Inde
- 1998 : Diablo : l'Archère
- 2001 : Technomage : En quête de l'éternité : Firna
- 2001 : Harry Potter à l'école des sorciers : Pr McGonagall et Pr Chourave
- 2002 : Harry Potter et la Chambre des secrets : Pr McGonagall et Pr Chourave
- 2002 : Syberia : Helena Romanski
- 2002 : 007: Nightfire : M
- 2003 : Age of Mythology : Amanra
- 2005 : Star Wars: Knights of the Old Republic II - The Sith Lords : Kreia
- 2005 : Les Indestructibles : La Terrible Attaque du Démolisseur : voix additionnelles
- 2006 : The Elder Scrolls IV: Oblivion : voix des elfes femelles
- 2006 : Les Aventures de Sherlock Holmes : La Nuit des sacrifiés : Fraulein Müller / Hildegarde / la mère d'Hercule Poirot / la maquerelle
- 2006 : Ankh : la vieille dame
- 2007 : Assassin's Creed : voix additionnelles
- 2008 : Sherlock Holmes contre Arsène Lupin : la reine Victoria
- 2009 : Sherlock Holmes contre Jack l'Éventreur : Bella Poolmann / Danny
- 2010 : Batman : L'Alliance des héros : voix additionnelles
- 2010 : Les Chevaliers de Baphomet : Mme Carchon

### Direction artistique
Film
- 2004 : Cutie Honey[36]

Films d'animation
- 1995 : Lupin III : Adieu Nostradamus ![37]
- 1996 : Lupin III : Mort ou vif[38]
- 2004 : Pororo au royaume des friandises
- 2017 : Les Jetson et les Robots catcheurs de la WWE

Émission télévisée
- 1997-2006 : Jeu de Bleue

Téléfilms d'animation
- 1993 : Lupin III : Destination Danger[39]
- 1994 : Lupin III : Le Dragon maudit[40]
- 1995 : Lupin III : Le Trésor d'Harimao[41]
- 1996 : Lupin III : Le Secret du Twilight Gemini[42]

Séries télévisées
- 2004-2007 : Allie Singer[43]
- 2005-2006 : Les Lectures d'une blonde[44]

Séries d'animation
- 2001 : Haré + Guu[45]
- 2002 : Ailes grises[46]
- 2002 : Le Secret du sable bleu[47]
- 2002-2005 : Connie la vache
- 2004 : Gloria et les autres
- 2005-2008 : Blanche
- 2008-2015 : Chuggington
- 2015-2016 : Les Agents pop secrets
- 2016-2018 : Bunnicula
- 2017-2019 : Les Fous du volant